# Гихоса, Рафаэль
Рафаэль Гихоса Кастильо (исп. Rafael Guijosa Castillo, родился 31 января 1969 года в Алькала-де-Энарес) — испанский гандболист и гандбольный тренер, игравший на позиции левого крайнего; дважды бронзовый призёр Олимпийских игр 1996 и 2000 года; лучший гандболист 1999 года по версии ИГФ.

## Биография

### Игровая
Начинал свою карьеру в 1989 году в командах «Иплацеа» и «Гвадалахара» чемпионата Испании. В 1993 году перебрался в «Хувентуд Алкала», представлявший Мадрид, с которым дошёл в 1994 году до финала Кубка Короля и выступал в сезоне 1994/1995 в Кубке обладателей кубков. С 1995 по 2002 годы выступал за «Барселону», с которой неоднократно выигрывал чемпионат Испании и пять раз побеждал в Лиге чемпионов ЕГФ. За сборную Испании Гихоса сыграл 119 игр и забил 538 голов. В её составе Гихоса дважды становился бронзовым призёром Олимпийских игр (в Атланте и Сиднее), дважды серебряным и один раз бронзовым призёром чемпионата Европы, а в 1999 году стал лучшим игроком мира. Также он в 1999 году занял 2-е место в рейтинге лучших бомбардиров чемпионата мира в Египте (Испания стала 4-й).

### Тренерская
Как тренер Гихоса работал в клубах «Алькобендас» и «Толедо». Также он был наставником сборной Ирана на чемпионате Азии 2014 года. С сезона 2015/2016 — тренер клуба «Адемар Леон».

## Достижения

### Клубные
- Чемпион Испании: 1988—1989, 1989—1990, 1990—1991, 1991—1992, 1995—1996, 1996—1997, 1997—1998, 1998—1999, 1999—2000.
- Победитель Кубка Короля: 1989—1990, 1992—1993, 1993—1994, 1996—1997, 1997—1998, 1999—2000.
- Победитель Суперкубка Испании: 1988—1989, 1989—1990, 1990—1991, 1991—1992, 1993—1994, 1996—1997, 1997—1998, 1999—2000, 2000—2001.
- Победитель Кубка ASOBALL 1994—1995, 1995—1996, 1999—2000, 2000—2001, 2001—2002.
- Победитель Лиги чемпионов ЕГФ: 1995—1996, 1996—1997, 1997—1998, 1998—1999, 1999—2000.
- Победитель Кубка Кубков: 1993—1994, 1994—1995.
- Победитель Кубка ЕГФ: 2002—2003.
- Победитель Суперкубка Европы: 1997, 1998, 1999, 2000.
- Чемпион Пиринейской лиги: 1997, 1998, 1999, 2000, 2001.
- Чемпион Каталонии: 1990—1991, 1991—1992, 1992—1993, 1993—1994, 1994—1995, 1996—1997, 1997—1998, 1998—1999, 1999—2000, 2000—2001, 2001—2002.

### В сборной
- Бронзовый призёр Олимпийских игр: 1996, 2000
- Серебряный призёр чемпионата Европы: 1996, 1998
- Бронзовый призёр чемпионата Европы: 2000

### Личные
- Лучший гандболист 1999 года по версии ИГФ